# 聖拉斐爾彼德拉庫埃斯塔

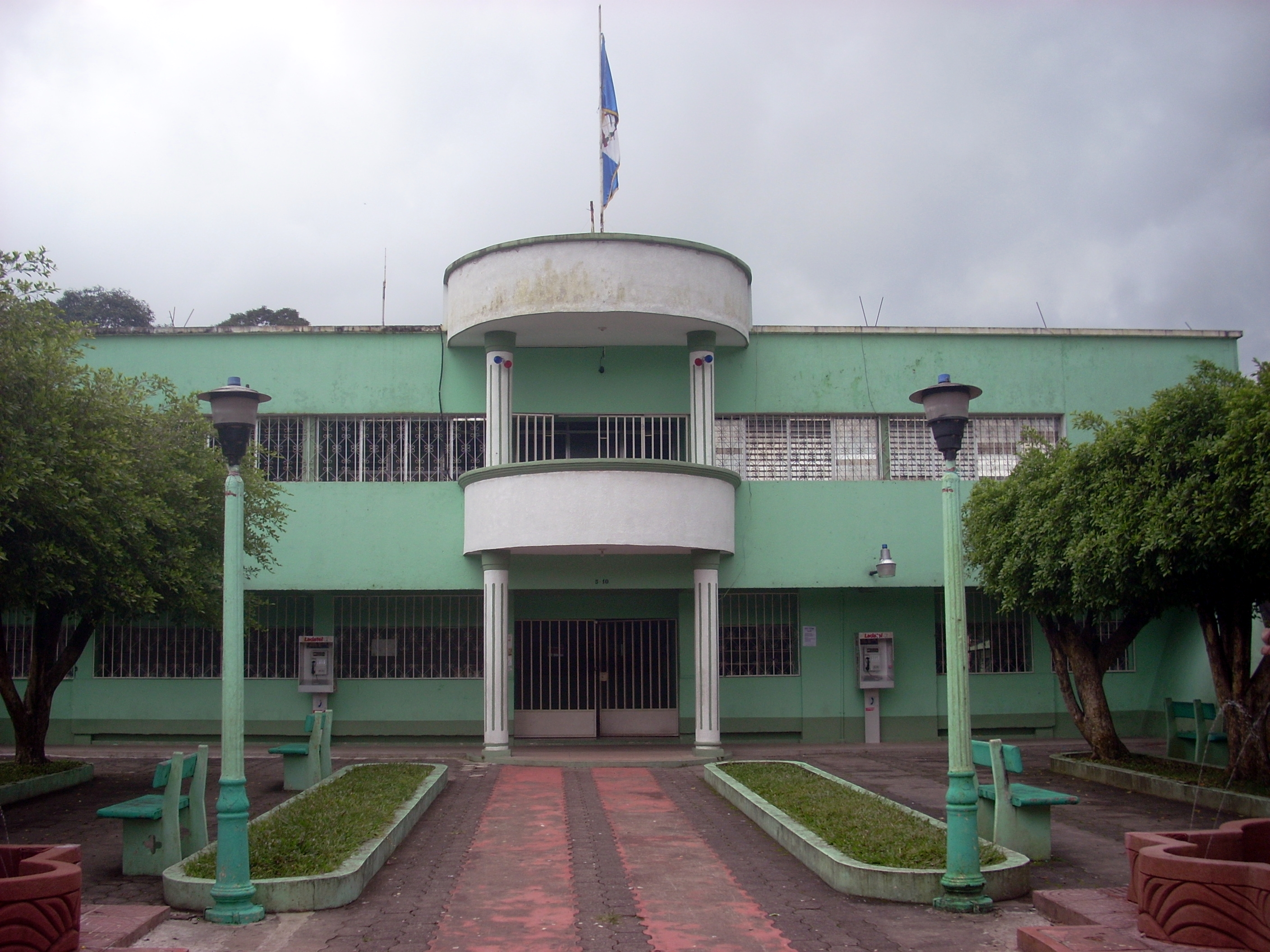

聖拉斐爾彼德拉庫埃斯塔（西班牙語：San Rafael Pie de la Cuesta），是危地馬拉的城鎮，位於該國西南部，由聖馬科斯省負責管轄，面積60平方公里，海拔高度1,043米，2002年人口13,072，人口密度每平方公里217.87人。
14°56′N 91°55′W / 14.933°N 91.917°W